# 约翰·戴维森·洛克菲勒三世

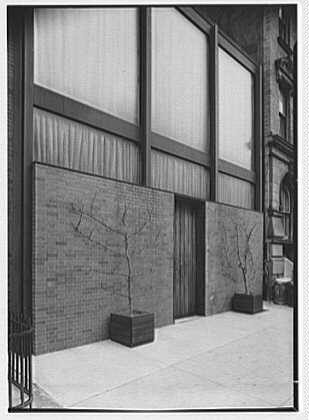
约翰·戴维森·洛克菲勒三世的居所

约翰·戴维森·洛克菲勒三世（英語： 1906年3月21日—1978年7月10日）美国慈善家，洛克菲勒家族第三代成员，小约翰·戴维森·洛克菲勒长子。弟弟有纳尔逊·洛克菲勒。受到其资助的组织有太平洋国际学会、亚洲协会等。